# 沣河 (淮河)
沣河，古称穷水或安丰水，位于安徽省霍邱县中部，是淮河中游右岸支流，发源于霍邱县西南部三元乡林店村，东北流经河口集、城西湖、霍邱县城西，最后于临淮岗枢纽西注入淮河。全长75公里，流域面积1750平方公里。途纳找母河、牛脚河、沿岗河等支流。流域内多年平均降雨量989.8毫米，多集中于汛期，易发生洪涝灾害。流域内建有城西湖蓄洪区。